# Хронологія рекордів України з бігу на 20000 метрів серед чоловіків
Рекорди України з бігу на 20000 метрів визнавалися Федерацією легкої атлетики України з-поміж результатів, показаних українськими легкоатлетами на відповідній дистанції на біговій доріжці стадіону, за умови дотримання встановлених вимог.
Світова легка атлетика та Європейська легкоатлетична асоціація припинили ратифікацію рекордів у цій дисципліні 2019 та 2021 року відповідно.

## Хронологія рекордів
| | Час       | Атлет                             | Місто змагань | Дата змагань | Примітки          | Відео |
| --- | --------- | --------------------------------- | ------------- | ------------ | ----------------- | ----- |
| 1 | 1:02.23,6 | Григорій Басалаєв Дніпропетровськ | Кривий Ріг    | 18.09.1955   | [ 1 ] [ 2 ] [ 3 ] |       |
| Рекорд СРСР. Впродовж забігу спортсмен також встановив рекорди СРСР та УРСР з годинного бігу (19 252 м). |           |                                   |               |              |                   |       |
| 2 | 1:01.46,2 | Борис Свешников Київ              | Потсдам       | 12.06.1968   | [ 4 ]             |       |
| |           |                                   |               |              |                   |       |
| 3 | 1:00.11,8 | Ігор Щербак Харків                | Москва        | 30.05.1970   | [ 5 ] [ 6 ]       |       |
| Впродовж забігу спортсмен також встановив рекорд УРСР з годинного бігу (19 929 м).                       |           |                                   |               |              |                   |       |
| 54 роки, 302 дні від дати встановлення                                                                   |           |                                   |               |              |                   |       |